# 夸祖魯-納塔爾都市鐵路
夸祖魯-納塔爾都市鐵路是南非夸祖魯-納塔爾省的通勤鐵路服務網絡，服務德班市內及周邊地區。其由南非客運鐵路局的都市鐵路部門營運。
服務由5M2級和10M級電聯車提供。大多數服務均通過主要車站德班中部、伯里路和德班車站中的兩個，除了從德班南部至布魯夫韋斯特斯站的車站。

## 路線
夸祖魯-納塔爾都市鐵路包括以下路線：
- 南海岸線：沿著印度洋海岸線從凱爾索（英语：Kelso, KwaZulu-Natal）穿過斯科特堡、烏姆科馬斯（英语：Umkomaas）、阿曼齊姆托蒂（英语：Amanzimtoti）和伊西平戈（英语：Isipingo）到達德班中部。
- 布魯夫線：從韋斯特斯車站開始，沿著布魯夫到達三個不同目的地：德班中部、烏姆拉濟（英语：Umlazi）和查茨沃斯（英语：Chatsworth, KwaZulu-Natal）。
- 新主線：從卡托嶺（英语：Cato Ridge）通過瑪麗安希爾（英语：Mariannhill）到達德班中部。
- 舊主線：從派恩敦（英语：Pinetown）通過昆士堡（英语：Queensburgh）到達德班中部。
- 北海岸線：從斯坦格經過通加特、維魯蘭（英语：Verulam, KwaZulu-Natal）和德班北部（英语：Durban North）到達德班中部。
- 夸馬舒-烏姆拉濟線：從夸馬舒（英语：KwaMashu）經過德班中部到達烏姆拉濟。
- 查茨沃斯線：從查茨沃斯（英语：Chatsworth, KwaZulu-Natal）到達德班中部。

## 外部連結
- Metrorail official website（页面存档备份，存于）